# Gurmit Singh Kullar
Gurmit Singh Kullar (Jullan, 1907 - 4 februari 1992) was een Indiaas hockeyer. 
Singh won met de Indiase ploeg de olympische gouden medaille in 1932. Singh scoorde tijdens deze spelen acht doelpunten.

## Resultaten
- 1932  Olympische Zomerspelen in Los Angeles